# Opérations Albany et Boston
Pour les articles homonymes, voir Albany et Boston (homonymie).
Seconde Guerre mondiale
Batailles
Opérations de débarquement (Neptune)
- Tonga (Deadstick, Batterie de Merville)
- Albany (Chicago, Manoir de Brécourt)
- Boston (Detroit)
- Utah Beach
- Omaha Beach (Pointe du Hoc)
- Gold Beach
- Juno Beach
- Sword Beach

Secteur anglo-canadien
- Caen
- Authie
- Perch (Villers-Bocage)
- Putot
- Bretteville-l'Orgueilleuse
- Norrey
- Mesnil-Patry
- Martlet
- Epsom
- Windsor
- Charnwood
- Jupiter
- Atlantic
- Goodwood
- Crête de Verrières
- Spring
- Bluecoat
- Totalize
- Tractable

Secteur américain
- Carentan
- Cotentin
- Cherbourg (Bombardement)
- Bataille des Haies (Elle, Saint-Lô, La Haye-du-Puits)
- Cobra
- Mortain

Fin de la bataille de Normandie et libération de l'Ouest
- Rennes
- Saint-Malo
- Brest
- Poche de Falaise
- Chambois
- Paris

Mémoire et commémorations
- Cimetières militaires de la bataille de Normandie
- Commémorations du 70e anniversaire
- Projet UNESCO de classement des plages

Albany et Boston sont les noms de codes des opérations menées respectivement par les parachutistes des 101e et 82e divisions aéroportées américaines dès la nuit du 5 au 6 juin 1944 dans le cadre général de l'opération Overlord, dont l'opération Neptune fut la phase d'assaut. Elles furent précédées par la mise en place des (éclaireurs (en)) et suivies par l'atterrissage des planeurs de ces mêmes divisions.
Les opérations des unités planées ont reçu, quant à elles, d'autres appellations : Opération Chicago et Keokuk pour la 101e, Detroit, Elmira, pour la 82e. Le 7 juin sont exécutées les opérations de ravitaillement parachuté Memphis et Freeport et les opérations planées Galveston et Hackensack. L'imbrication de ces opérations dans leur exécution fut telle qu'il n'est pas possible de les décrire isolément. C'est pourquoi elles sont rassemblées dans ce même article.

## Organisation des divisions aéroportées

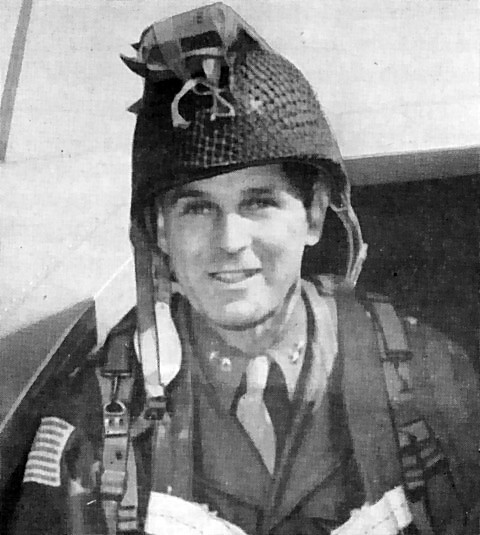
General Major M. Taylor, Div

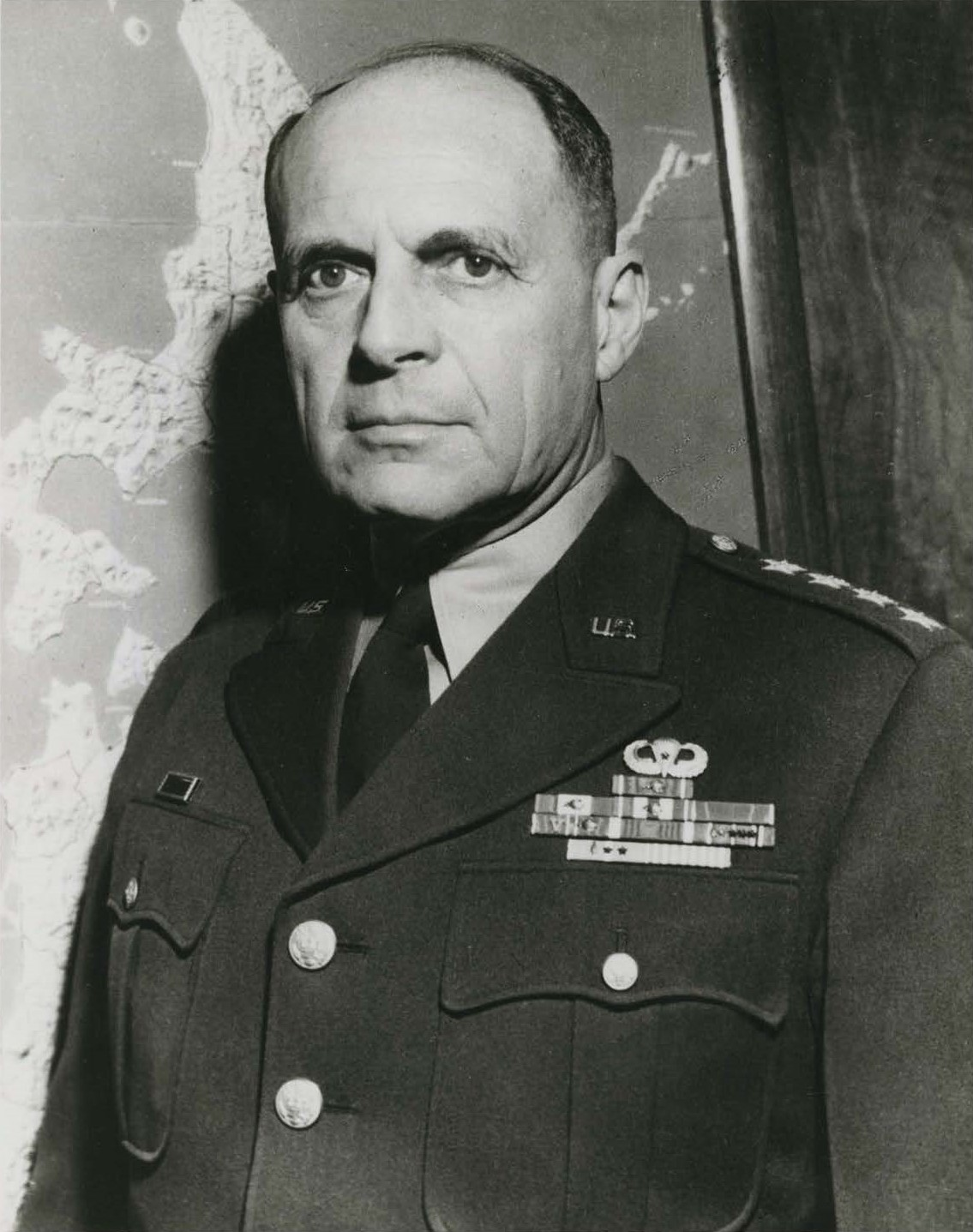
General Major M. Ridgway, 82e Div

Chaque division aéroportée comprend :
- un QG ;
- trois régiments d'infanterie parachutiste (PIR - Parachute Infrantry Rgt) ;
- un régiment d'infanterie planée (GIR - Glider Infrantry Rgt) ;
- un régiment d'artillerie de campagne à quatre bataillons ;
- un bataillon d'artillerie antiaérienne (AAAB - Airborne Antiaircraft Artillery Battalion) ;
- une unité de reconnaissance planée ;
- un bataillon de génie ;
- des unités logistiques et médicales ;
- des pathfinders (éclaireurs) provenant des diverses unités mais regroupés pour la mission de balisage avant l'arrivée du gros des troupes.

L'effectif total d'une division est d'environ 12 000 hommes, dont presque 7 000 parachutistes.
Chaque régiment d'infanterie parachutiste ou plané (PIR ou GIR) comprend trois bataillons. Chaque bataillon comprend lui-même trois compagnies de fusiliers. Les neuf compagnies de fusiliers d'un même régiment sont désignées par une lettre de A à I. C'est ainsi que dans la série télévisée Frères d'armes, le capitaine Richard D. Winters prend le commandement de la E company (101st Airborne Division), à la suite du décès du capitaine Thomas Meehan III le 6 juin 1944 : c'est-à-dire la 2e compagnie du 2e bataillon de son régiment (en l'occurrence, le 506e régiment du colonel Sink).
Le 325e GIR est renforcé par un bataillon du 401e GIR.
Le régiment d'artillerie de campagne comprend un bataillon parachuté (obusier de 75 mm fixé sous l'avion pour le largage) et deux bataillons d'artillerie planée.
| Unités                                                               | 82e Division Airborne                                           | 101e Division Airborne                                            |
| -------------------------------------------------------------------- | --------------------------------------------------------------- | ----------------------------------------------------------------- |
| Commandant                                                           | Major General Matthew B. Ridgway                                | Major General Maxwell D. Taylor                                   |
| Adjoint                                                              | Brigade General James M. Gavin Brigade General George P. Howell | Brigade General Pratt (tué le 6 juin)                             |
| Pathfinders                                                          | Major Roberts                                                   | Capitaine Lillyman                                                |
| Parachute Infantry Regiment (PIR) Régiment d'infanterie parachutiste | 505 PIR Colonel William E. Ekman                                | 501 PIR Colonel Howard R. Johnson                                 |
|                                                                      | 507 PIR Colonel George V. Millet                                | 502 PIR Colonel George Moseley (blessé le 6 juin)                 |
|                                                                      | 508 PIR Colonel Roy E. Lindquist                                | 506 PIR Colonel Robert Sink                                       |
| Glider Infantry Regiment (GIR) Régiment d'infanterie sur planeurs    | 325 GIR Colonel Harry L. Lewis                                  | 327 GIR Colonel George S. Wear                                    |
| Field Artillery Artillerie de campagne                               | 319 et 320 GFAB 376 et 456 PFAB Colonel Francis A. March        | 321 et 907 GFAB 377 et 463 PFAB Brigade General Anthony McAuliffe |
| Antiaircraft Artillery Artillerie antiaérienne                       | 80 AAAB                                                         | 81 AAAB                                                           |
| Bataillon génie                                                      | 307 EB Lt.Colonel Robert S. Palmer                              | 326 EB Lt.Colonel John C. Pappas                                  |
| Logistique                                                           |                                                                 |                                                                   |
| Transmission                                                         |                                                                 |                                                                   |
| MP                                                                   |                                                                 |                                                                   |
| Pl Recce                                                             |                                                                 |                                                                   |

## Carte
Légende :
- Les lettres correspondent à l'emplacement des dropping zones (DZ)
- A, C et D pour la 101e Division
- N, T et O pour la 82e Division

## Mission

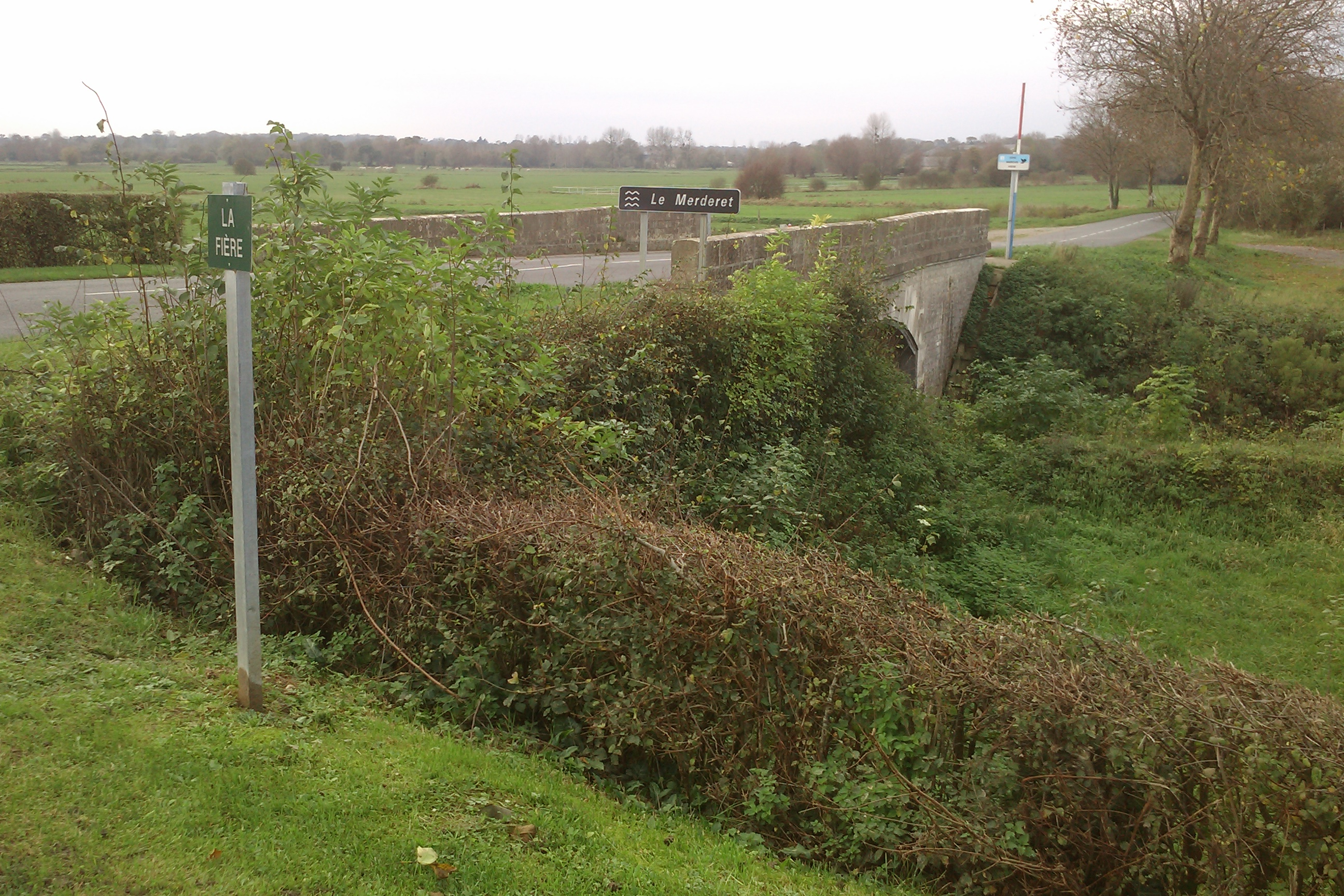
La Fière

Derrière Utah Beach, le terrain inondé et la configuration du réseau routier sont très favorables à l'ennemi pour mener un combat retardateur et pour lancer des contre-attaques. De plus, cette plage est isolée par rapport à l'ensemble. La mise en place d'une tête de pont aéroportée, tout en assurant le flanc ouest du débarquement, doit faciliter l'accès à l'intérieur des terres aux troupes qui vont débarquer sur cette plage.
Dans ce cadre, les missions sont :
- Pour la 101e :
  - s'emparer des débouchés des quatre routes venant de la plage à travers la zone inondée et numérotées, du sud au nord, sorties 1 à 4
  - détruire la batterie d'artillerie allemande déployée à Saint-Martin-de-Varreville
  - s'emparer des ponts sur le canal de Carentan et de l'écluse de la barquette (qui permettrait, dit-on, l'inondation)
  - détruire deux ponts sur la Douve
  - protéger la tête de pont face au sud et à l'ouest
- Pour la 82e :
  - saisir et tenir le nœud routier de Sainte-Mère-Église
  - s'emparer des passages sur le Merderet (La Fière et Chef-du-Pont)
  - détruire des ponts sur la Douve
  - protéger la tête de pont face au nord et à l'ouest

## Mise en place de pathfinders

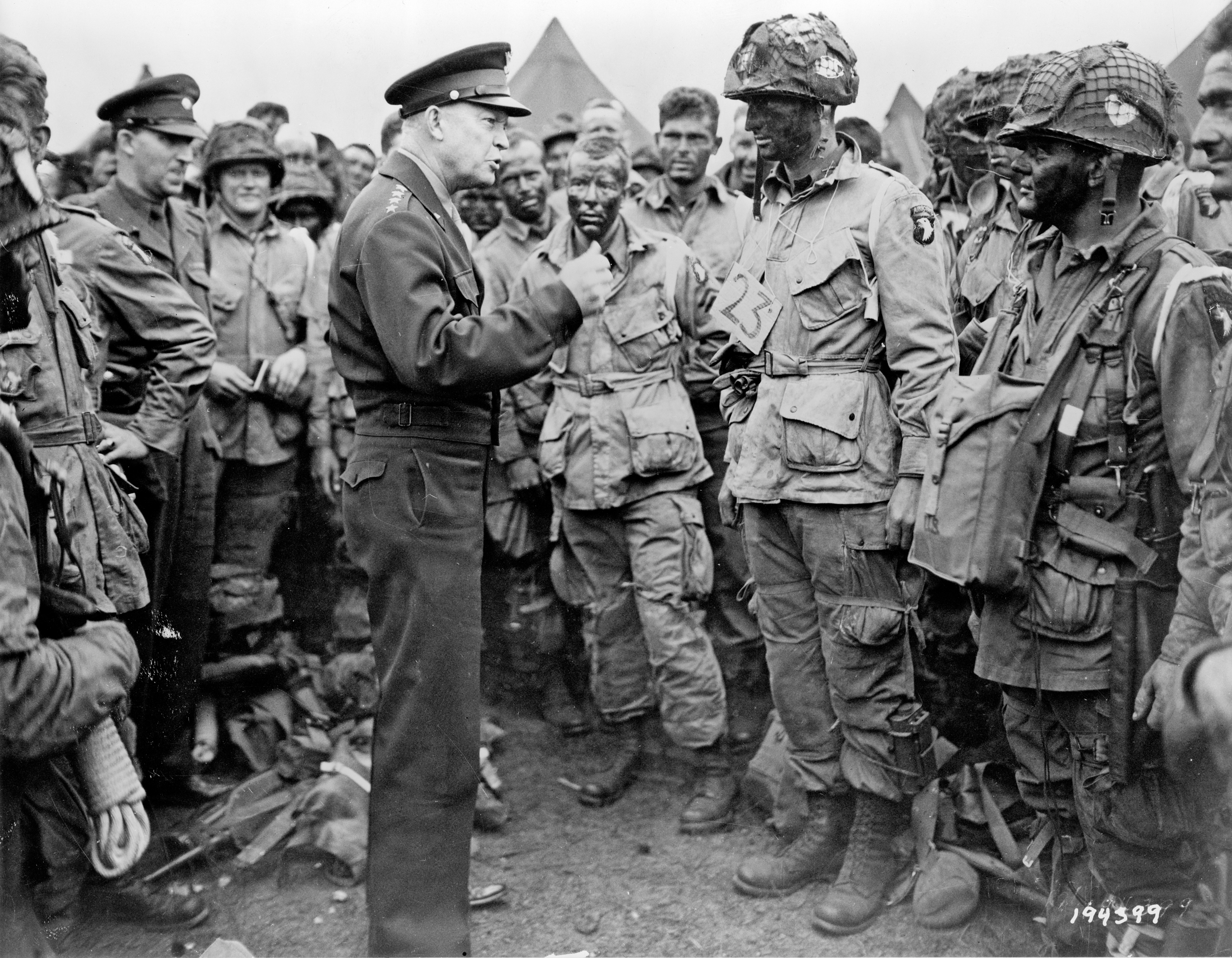
Eisenhower s'entretenant avec les hommes du PIR (Parachute Infantry Regiment) de la Aéroportée quelques heures avant leurs parachutages. Aérodrome de Greenham Common, Angleterre. 5 juin 1944. Le soldat portant le no 23 autour du cou est le Lieutenant Wallace C. Strobel (Compagnies A/E).

Six zones de saut appelées DZ (Dropping Zone) ont été prévues. Chacune d'elles est identifiée par une lettre. Les DZ A, C et D, situées entre la route N13 et Utah Beach, sont attribuées à la 101e Division ; les DZ O, N et T, situées à l'ouest de Sainte-Mère-Église, à la 82e.
Des éclaireurs, appelés pathfinders, sont chargés d'aller les baliser afin de permettre le parachutage de masse (13 200 hommes et matériel) qui doit suivre. Pour chaque DZ, trois C-47 (appelés Dakotas par les Britanniques) sont chargés de parachuter chacun une équipe (stick) de 18 pathfinders. Deux C-47 sont ajoutés pour le largage de pathfinders chargés de rejoindre et de baliser des LZ (Landing Zone) qui seront utilisées plus tard pour l'atterrissage des planeurs. Il va de soi que les équipages chargés de larguer les pathfinders sont sélectionnés parmi les plus expérimentés en navigation aérienne.
Une équipe de pathfinders comprend une dizaine de spécialistes chargés du balisage tandis que les autres hommes sont chargés de leur protection. Le balisage est réalisé à la fois avec des moyens visuels (lampes, la nuit ; panneaux et fumigènes, le jour) et des moyens radio-goniométriques. Les lampes utilisées sont conçues pour être vues uniquement du ciel et ne sont allumées qu'au dernier moment. Les moyens radio-goniométriques consistent en émetteurs radio (AN/PPN-1A Beacon) plus connus sous le nom de balises Eureka amenés, à raison de deux par stick, par les pathfinders. Les avions leaders de formation sont, quant à eux, équipés d'un système Rebecca qui les guide vers la balise.
Les pathfinders de la 101e Division sont largués vers 0 h 30, heure de Londres, c'est-à-dire le 5 juin avant minuit, heure française. Le largage se fait assez correctement mais parfois à 1,5 km de la DZ et les avions de la DZ D, qui l'avaient dépassée, ont dû faire demi-tour. Un avion manque ; il est tombé en mer.
Les pathfinders de la 82e sont largués une heure plus tard. Seul le balisage de la DZ O est réalisé complètement ; c'est là que le parachutage ultérieur sera le plus précis. Pour la DZ N, la proximité d'Allemands empêche l'utilisation des lampes ; seules les balises sont installées ; le parachutage du 507 PIR sera une catastrophe.

## Zones et largages
(Carte des vols).
| DZ | Division | Unités à larguer         | De… à… (Hr UK) | Nb avions | Unités aériennes | Aérodrome de départ |
| -- | -------- | ------------------------ | -------------- | --------- | ---------------- | ------------------- |
| A  | 101e     | 2/502 PIR                | 0 h 48         | 36        | 438 TCG          | Greenham            |
|    | 101e     | 502 PIR                  | 0 h 50         | 45        | 438 TCG          | Greenham            |
|    | 101e     | 1/502 PIR                | 0 h 55         | 36        | 436 TCG          | Membury             |
|    | 101e     | 377 PFA                  | 1 h 8          | 54        | 436 TCG          | Membury             |
| C  | 101e     | 506 PIR                  | 1 h 14         | 45        | 439 TCG          | Upottery            |
|    | 101e     | 2/506 PIR                | 1 h 20         | 36        | 439 TCG          | Upottery            |
|    | 101e     | 3/501 PIR                | 1 h 20         | 45        | 435 TCG          | Welford             |
| D  | 101e     | 2 et 3/501 PIR           | 1 h 26         | 45        | 441 TCG          | Merryfield          |
|    | 101e     | 2/501 PIR                | 1 h 34         | 45        | 441 TCG          | Merryfield          |
|    | 101e     | 3/506 et unité génie     | 1 h 40         | 45        | 440 TCG          | Exeter              |
| O  | 82e      | 2/505 PIR                | 1 h 51         | 36        | 316 TCG          | Cottesmore          |
|    | 82e      | 3/505 PIR et 456 PFA     | 1 h 57         | 36        | 315 TCG          | Cottesmore          |
|    | 82e      | 1/505 PIR et unité génie | 2 h 3          | 48        | 315 TCG          | Spanhoe             |
| N  | 82e      | 2/508 PIR                | 2 h 8          | 36        | 314 TCG          | Saltby              |
|    | 82e      | hq 508 PIR et artillerie | 2 h 14         | 24        | 314 TCG          | Saltby              |
|    | 82e      | 1/508 PIR                | 2 h 20         | 36        | 313 TCG          | Folkingham          |
|    | 82e      | 3/508 PIR                | 2 h 26         | 36        | 313 TCG          | Folkingham          |
| T  | 82e      | 2/507 PIR                | 2 h 32         | 36        | 61 TCG           | Barkston Heath      |
|    | 82e      | 3/507 PIR                | 2 h 38         | 36        | 61 TCG           | Barkston Heath      |
|    | 82e      | 1/507                    | 2 h 44         | 45        | 442 TCG          | Fulbeck             |

Légende :
- DZ : Drop Zone (mot anglais signifiant Zone de parachutage)
- PIR : Parachute Infantry Regiment ; 1/ signifie 1er bataillon de ce régiment
- PFA : Parachute Field Artillery
- TCG : Troop Carrier Group (unité aérienne de transport de troupes)
- Les avions sont des C-47, mieux connus sous le nom de Dakota

## Exécution

### Les parachutages

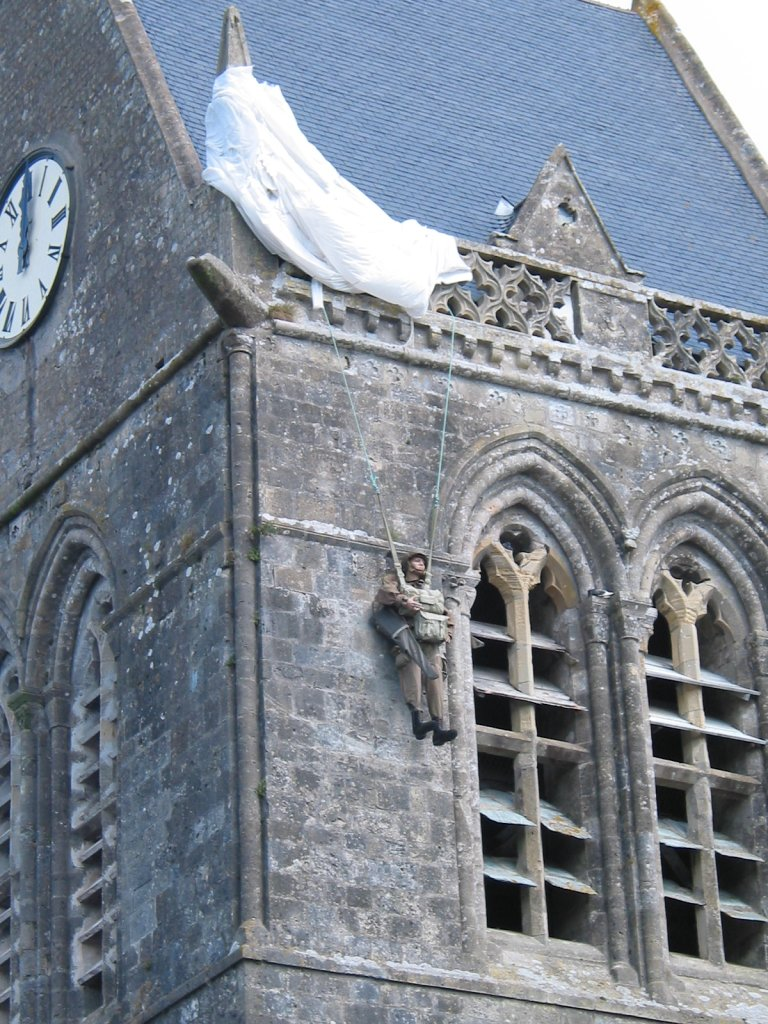
Mannequin représentant le parachutiste de la aéroportée John Steele, qui est resté accroché au clocher de l'église lors de sa descente en parachute, le 6 juin 1944 à Sainte-Mère-Église.

Partant de divers aérodromes du sud-ouest de l'Angleterre, les itinéraires aériens se rejoignent avant de survoler la mer ; ils traversent le Cotentin d'ouest en est. Quelque 800 Dakota, escortés par des Mosquito, larguent, entre 1 h 0 et 3 h 0, 13 200 hommes et leur matériel.
Les 6 800 parachutistes de la 101e airborne arrivent en premier, à bord de 432 Dakota. C'est une nuit de pleine lune mais le temps est couvert sur la Normandie (8/10 de nébulosité). La Flak (artillerie antiaérienne allemande) entre en action. Toutes les DZ n'ont pas pu être éclairées à temps. De nombreux pilotes manquent d'expérience et seuls les avions leaders, soit un sur neuf, sont équipés du système de détection des balises. Dans ces conditions, beaucoup ne parviennent pas à garder le contact avec leur chef de formation et les parachutages se font de manière approximative. Certains hommes sont même largués à plus de 20 km de leur DZ.
Le largage de la 82e commence vers 1 h 50, à l'aide de 369 Dakota. Ici aussi, la dispersion est grande. Plusieurs hommes tombent dans les inondations des vallées de la Douve et du Merderet. Il y a moins de noyades que ce qui a parfois été dit. Beaucoup de matériel, par contre, est perdu et les hommes qui s'extirpent des marais ne sont guère opérationnels. Comme deux sticks de la 101e qui y étaient déjà tombés un peu avant eux, quelques parachutistes atterrissent directement sur le village de Sainte-Mère-Église. Le plus connu d'entre eux est certainement le soldat John Steele dont le parachute est resté accroché au clocher de l'église. Toutefois, l'historien Jean Quellien rapporte que Steele n'était pas le seul para resté accroché au clocher et qu'un deuxième homme se serait retrouvé un temps dans cette situation, avant de pouvoir se détacher. De plus, il explique que les deux hommes étaient suspendus de l'autre côté de l'église,et non face à la grande place de Sainte-Mère église.
Seul, le parachutage du 505e PIR sur la DZ O constitue une réussite.

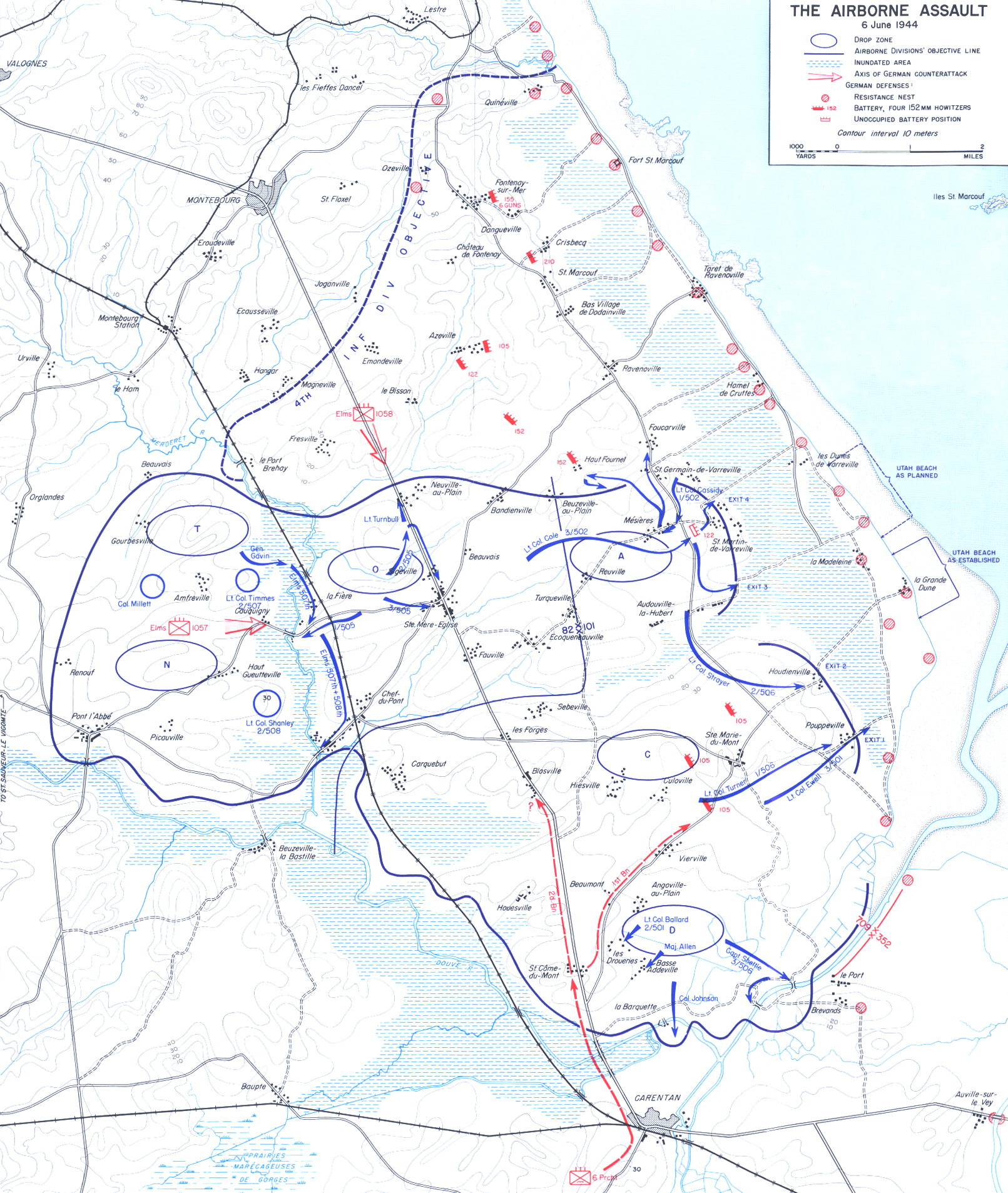
Carte des DZ prévues - Source Imperial War Museum

### L'exécution des missions
Peu après leur arrivée au sol, les officiers se rendent compte de l'impossibilité de regrouper leurs unités. En conséquence, des groupes hétéroclites, avec parfois des hommes des deux divisions, se forment autour des gradés. Les groupes qui se croisent s'assemblent. Ce sont finalement des colonnes de 50 à 200 hommes qui, menées par un colonel ou un commandant de bataillon, vont se charger d'exécuter les missions prévues. Des petits groupes isolés coupent les fils téléphoniques, réalisent des coups de main aux endroits où ils se trouvent et créent ainsi la confusion et l'insécurité chez les Allemands.
Une colonne menée par le lieutenant-colonel Ewell (3/501 PIR), comptant dans ses rangs les généraux Taylor et McAuliffe s'empare de la sortie 1 (Poupeville). Le lieutenant-colonel Strayer (2/506 PIR) regroupe quelque 400 hommes et, après de durs combats, défend la sortie 2. Le lieutenant-colonel Cole (3/502 PIR) avec 120 hommes finit par contrôler les sorties 3 et 4. Les débouchés de Utah Beach sont ainsi assurés. Des Allemands seront pris au piège, coincés entre les parachutistes et les troupes débarquées. Le contact avec ces dernières est réalisé vers 13 h.
La batterie de Saint-Martin-de-Varreville a été détruite par les bombardements mais des parachutistes occupent la position. Le lieutenant-colonel Cassidy (1/502 PIR) rassemble plusieurs hommes et assure la défense face au nord.
Le commandant du 1/501 PIR est tué peu après son atterrissage. Le patron du régiment, le colonel Johnson, avec quelques hommes, s'empare facilement de l'écluse de la Barquette qui n'est pas gardée. Il fait alors chercher des renforts et organise la position vers le sud. Toute la journée du 6, les Allemands mènent plusieurs attaques mais les parachutistes tiennent bon.
Les ponts sur le Merderet de la Fière et Chef-du-Pont tombent dans les mains des paras en fin de matinée. Le général Gavin lui-même a mené une attaque pour reprendre celui de Chef-du-Pont que les Allemands avaient repris. Le lieutenant-colonel Krause (3/505) s'empare de Sainte-Mère-Église dès 4 h 30 mais devra faire face ensuite à des attaques allemandes. Le lieutenant-colonel Vandervoort (2/505) dont le rôle sera tenu par John Wayne dans le film Le jour le plus long, se démène comme un diable. La cheville fracturée lors d'un saut près de Sainte-Mère-Église et, transporté sur une remorque à munitions, il appuie d'abord la défense de Sainte-Mère-Église et assure ensuite la protection au nord face à la direction de Cherbourg.
Les hommes du 507 PIR sont extrêmement dispersés. Une dizaine de sticks ont atterri à 8 km au sud-est de Carentan. D'autres sont tombés dans les marais près de la DZ et se regroupent automatiquement en rejoignant le talus de la voie ferrée. En piteux état et à court de munitions, ils ne seront pas en mesure d'assurer leurs missions à l'ouest du Merderet. Le 508 PIR, aussi éparpillé, ne peut s'emparer de Pont l'Abbé (village de Picauville) tenu en force par les Allemands ; seul un point d'appui à l'ouest du Merderet peut être tenu. Le général allemand Wilhelm Falley, qui commande la 91e division, est tué dans une embuscade tendue par un groupe de six paras. Trois divisions allemandes tiennent le Cotentin : la 243e à l'ouest, la 709e à l'est et la 91e, en réserve, au centre. La 709e, avec des hommes âgés et des volontaires de l'Est est de médiocre qualité. La 91e, par contre, avec son noyau d'anciens paras, est excellente mais l'absence de son chef ralentira ses réactions.

### Les renforts et les ravitaillements

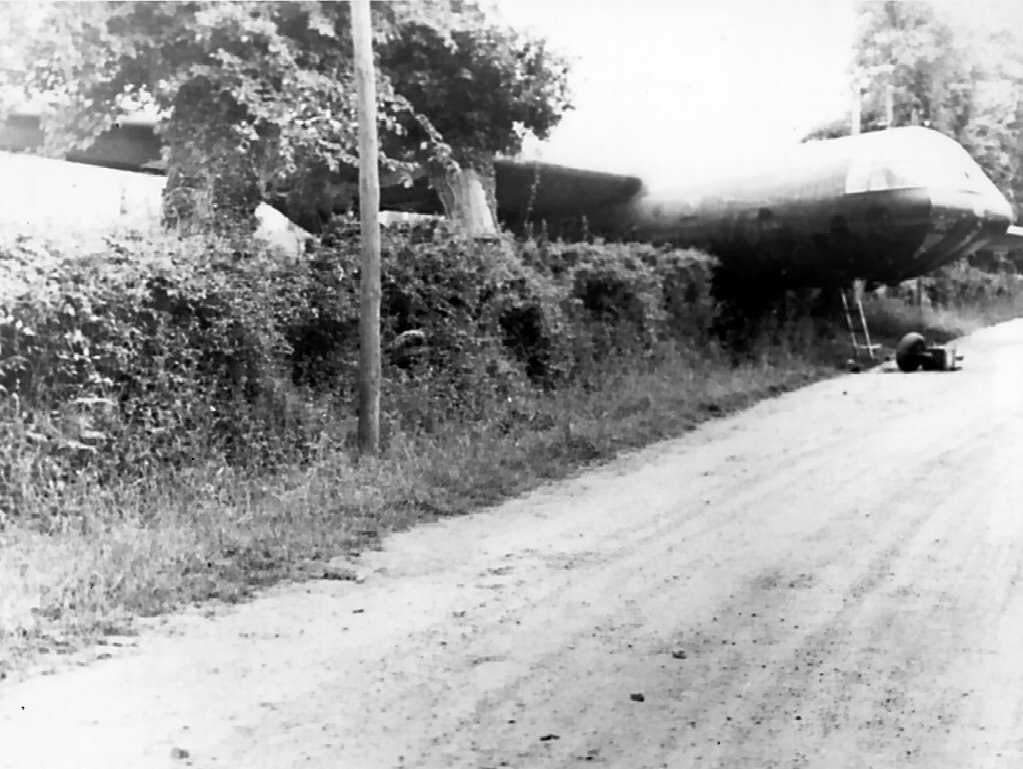
Planeur Horsa stoppé par une haie, près de Hiesville, France. 6 juin 1944.

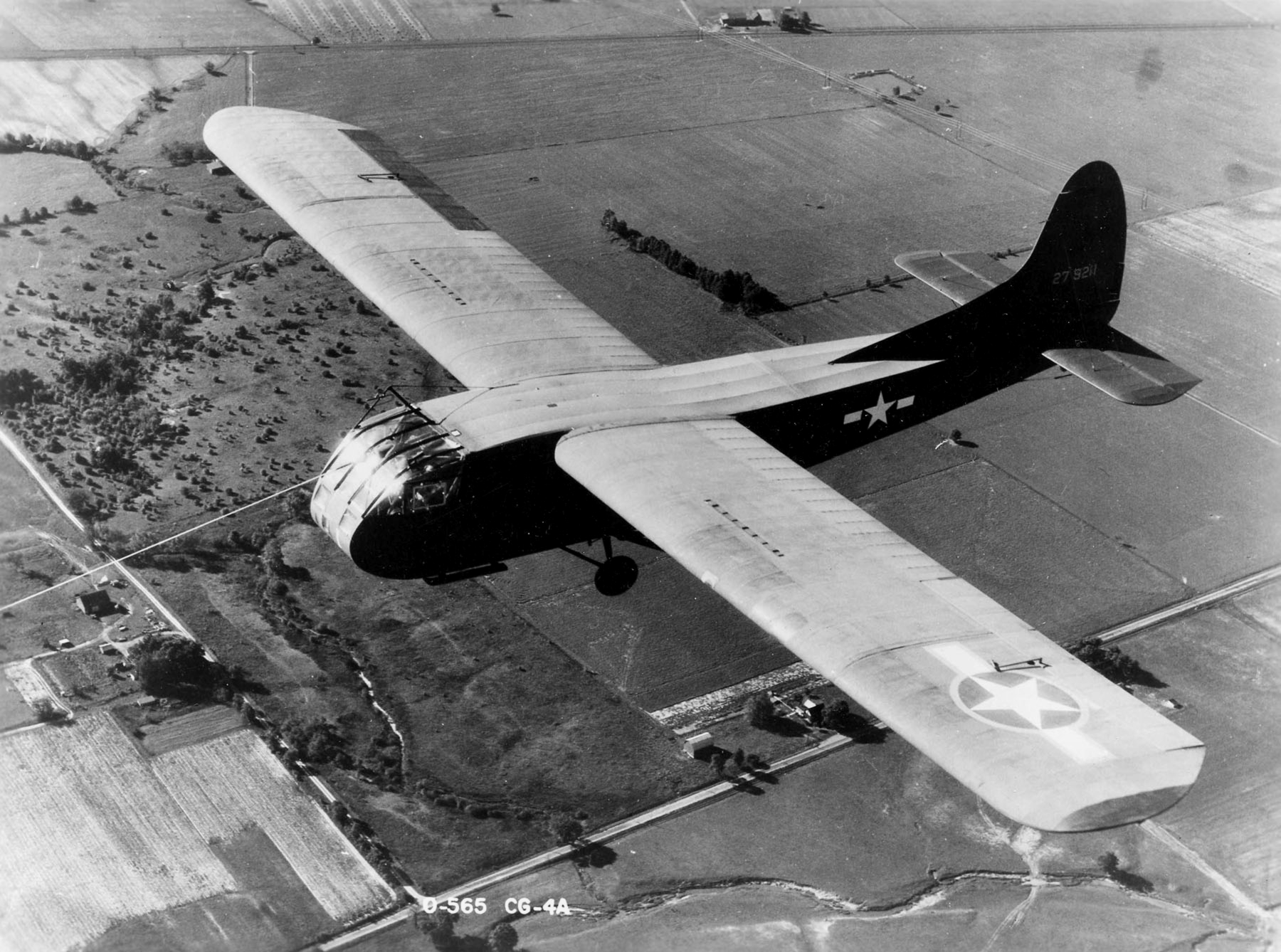
Planeur Waco en vol.

Les premiers renforts et ravitaillements arrivent par planeurs le 6 juin à 4 heures. Il s'agit des opérations planées suivantes :
- la mission Chicago pour la 101e, sur la LZ (Landing Zone) E
- la mission Détroit pour la 82e, sur la LZ O.

Pour chaque division, atterrissent une cinquantaine de planeurs Waco. Ils amènent principalement les bataillons antiaériens (moins une batterie), des canons antichars, des munitions et des moyens médicaux.
Les autorités avaient préféré ne pas utiliser de planeurs de nuit afin d'éviter trop de casse à la suite des obstacles installés (pieux) sur les zones dégagées.
Deux autres missions supplémentaires en planeurs sont exécutées le soir à partir de 21 heures :
- la mission Keokuk (LZ E) amène avec 32 Horsa le 327e Glider Infantry Regiment de la 101e division.
- la mission Elmira (LZ W) au profit de la 82e est beaucoup plus importante. Une flotte de 36 Waco et de 140 Horsa est chargée d'amener en quatre lifts ses deux bataillons d'artillerie planée ainsi que des moyens médicaux et des renforts divers.

Le 7 juin, entre 6 et 7 heures, ont lieu deux ravitaillements par parachutes appelés opérations Freeport (pour la 82e) et Memphis (pour la 101e). Peu après 7 heures, c'est le 325 Glider Infantry Regiment et d'autres renforts qui rejoignent la 82e division ; il s'agit des opérations Galveston et Hackensack qui comptent un total de 107 Waco et 43 Horsa.
L'ensemble des opérations planées a permis de mettre en place 4 000 hommes, 290 véhicules, des obusiers, des canons antichars et 240 tonnes de fret, mais beaucoup de pertes de matériel furent à déplorer. Les derniers éléments des divisions rejoindront avec les troupes débarquées.

## Conclusions
L'horrible dispersion des sticks aurait pu compromettre l'opération mais l'esprit d'initiative et l'instinct offensif des paras ont su redresser la situation. Paradoxalement, l'éparpillement des parachutistes a freiné les réactions des Allemands qui, avec leurs communications coupées, se sentaient aussi isolés que leurs adversaires. En fin de la journée du 6 juin, la 101e a accompli la plupart de ses missions. À la 82e, la situation est plus critique car la tête de pont à l'ouest du Merderet n'a pas vraiment pu être réalisée ; beaucoup d'unités sont toujours isolées. Malgré les pertes, 2 500 tués, blessés ou disparus, l'opération, dans son ensemble, reste toutefois un succès.
Avant le 6 juin, certains généraux, dont principalement l'adjoint d'Eisenhower, l'Air Chief Marshal Leigh-Mallory, mettaient en doute l'intérêt des opérations aéroportées. Il faut dire qu'après la Crète, les Allemands eux-mêmes, y avaient renoncé. Des erreurs commises lors des parachutages alliés en Sicile avaient renforcé l'opinion des opposants. La réussite des opérations aéroportées de Normandie a sauvé le concept.

## Voir aussi

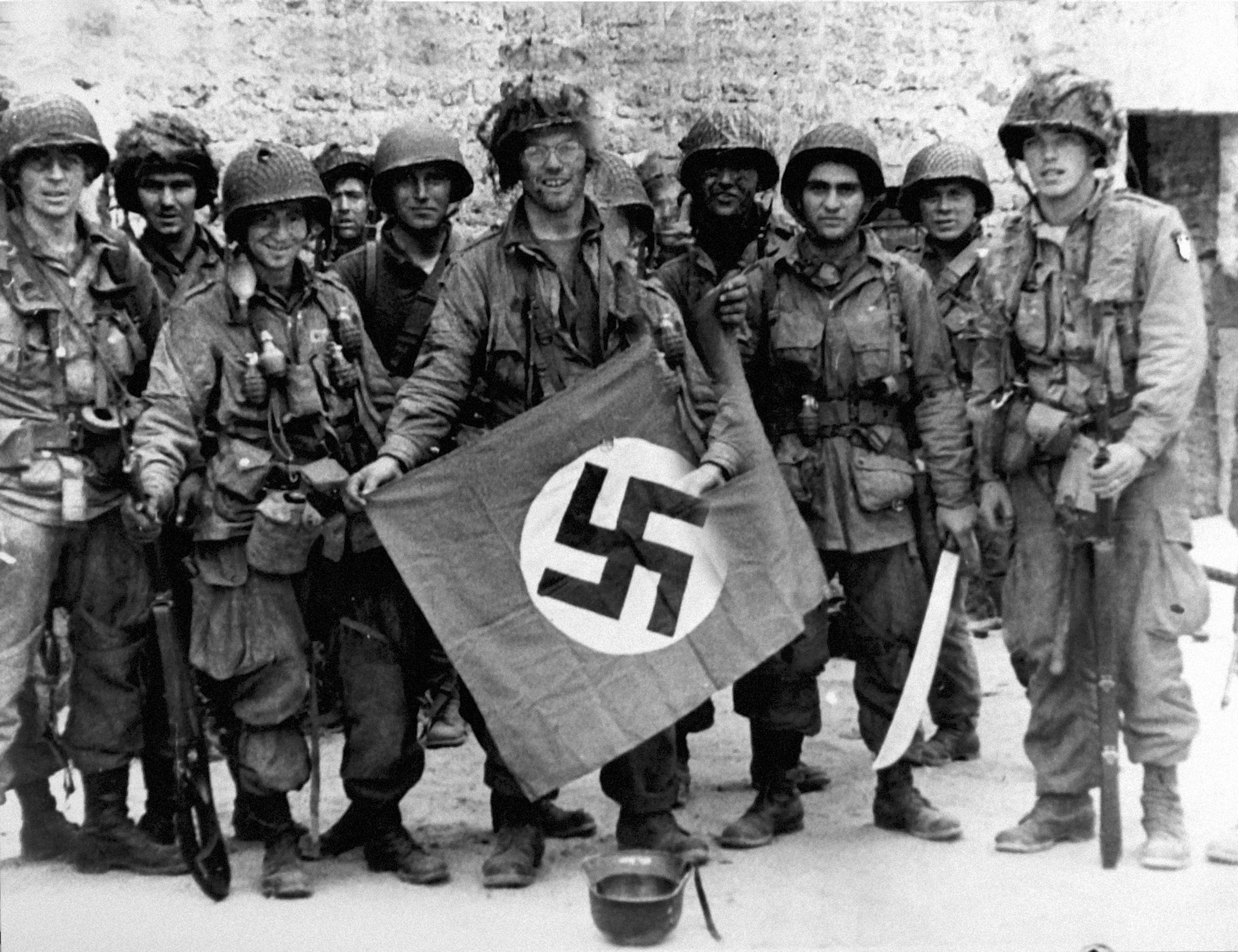
Groupe de parachutistes du PIR (Parachute Infantry Regiment) de la Division Aéroportée. James Flanagan (Platoon, C Co, 1-502nd PIR) exhibe fièrement un drapeau capturé à l'ennemi. Ferme Marmion à Ravenoville, Utah Beach, France. 6 juin 1944.

### Filmographie
- Le Jour le plus long (The Longest Day), 1962
- Frères d'armes, série télévisée produite par Steven Spielberg et Tom Hanks, 2001
- Pathfinders : Vers la victoire de Curt A. Sindelar, 2011